# Бор (місячний кратер)
Кра́тер Бор (лат. Bohr) — метеоритний кратер біля західного лімбу видимого боку Місяця. Назву присвоєно на честь данського фізика-теоретика, одного з творців сучасної фізики, Нільса Генрика Давида Бора (1885—1962) й затверджено Міжнародним астрономічним союзом у 1964 році. Утворення кратера відбулося у донектарському періоді.

## Опис кратера

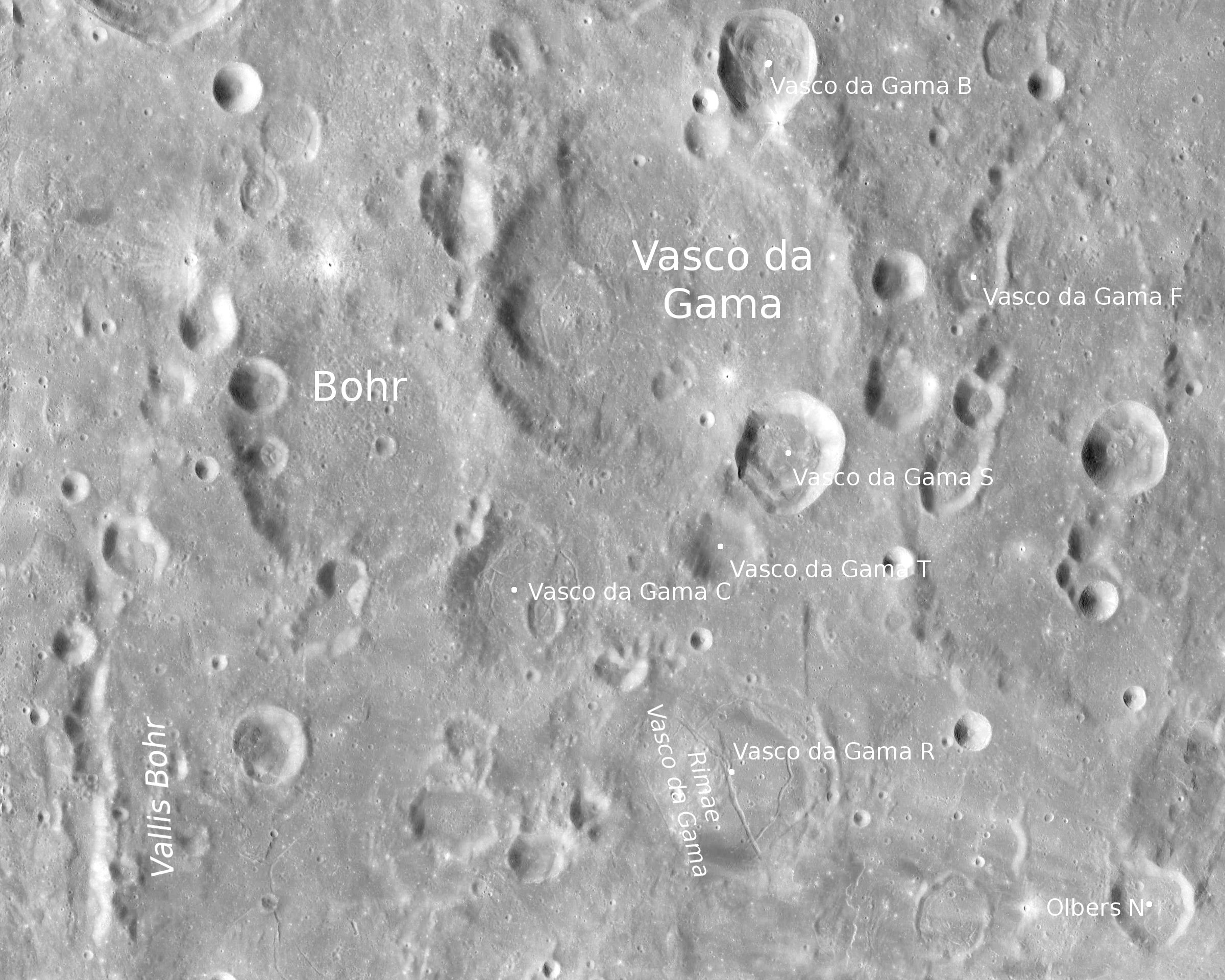
Околиці кратера Бор. Світлина зонда Lunar Reconnaissance Orbiter.

Найближчими сусідами кратера є гігантський кратер Ейнштейн на північному заході і кратер Васко да Гама на північному сході, що частково перекриває вал кратера. На південний захід від кратера розташовується Долина Бора. Селенографічні координати центру кратера 12°43′ пн. ш. 86°31′ зх. д. / 12.71° пн. ш. 86.52° зх. д., діаметр 70,1 км, глибина 4,1 км.
Кратер зазнав сильних руйнувань, західну частину цього валу перекриває пара невеликих кратерів, південну частину перекриває здвоєна пара кратерів. Висота валу над навколишньою місцевість становить 1290 м. Дно чаші кратера є нерівним і поцятковане безліччю дрібних кратерів. Об'єм кратера становить приблизно 4500 км³.
У зв'язку з розташуванням кратера біля західного лімбу Місяця умови його спостереження залежать від лібрації Місяця.